# Courcelles (Charente-Maritime)
Courcelles ist eine französische Gemeinde mit 454 Einwohnern (Stand: 1. Januar 2022) im Département Charente-Maritime in der Region Nouvelle-Aquitaine (vor 2016: Poitou-Charentes); sie gehört zum Arrondissement Saint-Jean-d’Angély und zum Kanton Matha (bis 2015: Kanton Saint-Jean-d’Angély). Die Einwohner werden Courcellois und Courcelloises genannt.

## Geographie
Courcelles liegt etwa 60 Kilometer ostsüdöstlich von La Rochelle in der Saintonge. Umgeben wird Courcelles von den Nachbargemeinden Antezant-la-Chapelle im Norden und Nordosten, Vervant im Osten und Nordosten, Poursay-Garnaud im Osten, Saint-Julien-de-l’Escap im Süden, Saint-Jean-d’Angély im Westen und Südwesten sowie Saint-Denis-du-Pin im Nordwesten.

## Bevölkerungsentwicklung
| Jahr                      | 1962 | 1968 | 1975 | 1982 | 1990 | 1999 | 2006 | 2013 | 2019 |
| Einwohner                 | 380  | 335  | 354  | 461  | 494  | 436  | 435  | 466  | 462  |
| Quelle: Cassini und INSEE |      |      |      |      |      |      |      |      |      |

## Sehenswürdigkeiten
- Kirche Saint-Nicolas, erbaut im 12. Jahrhundert

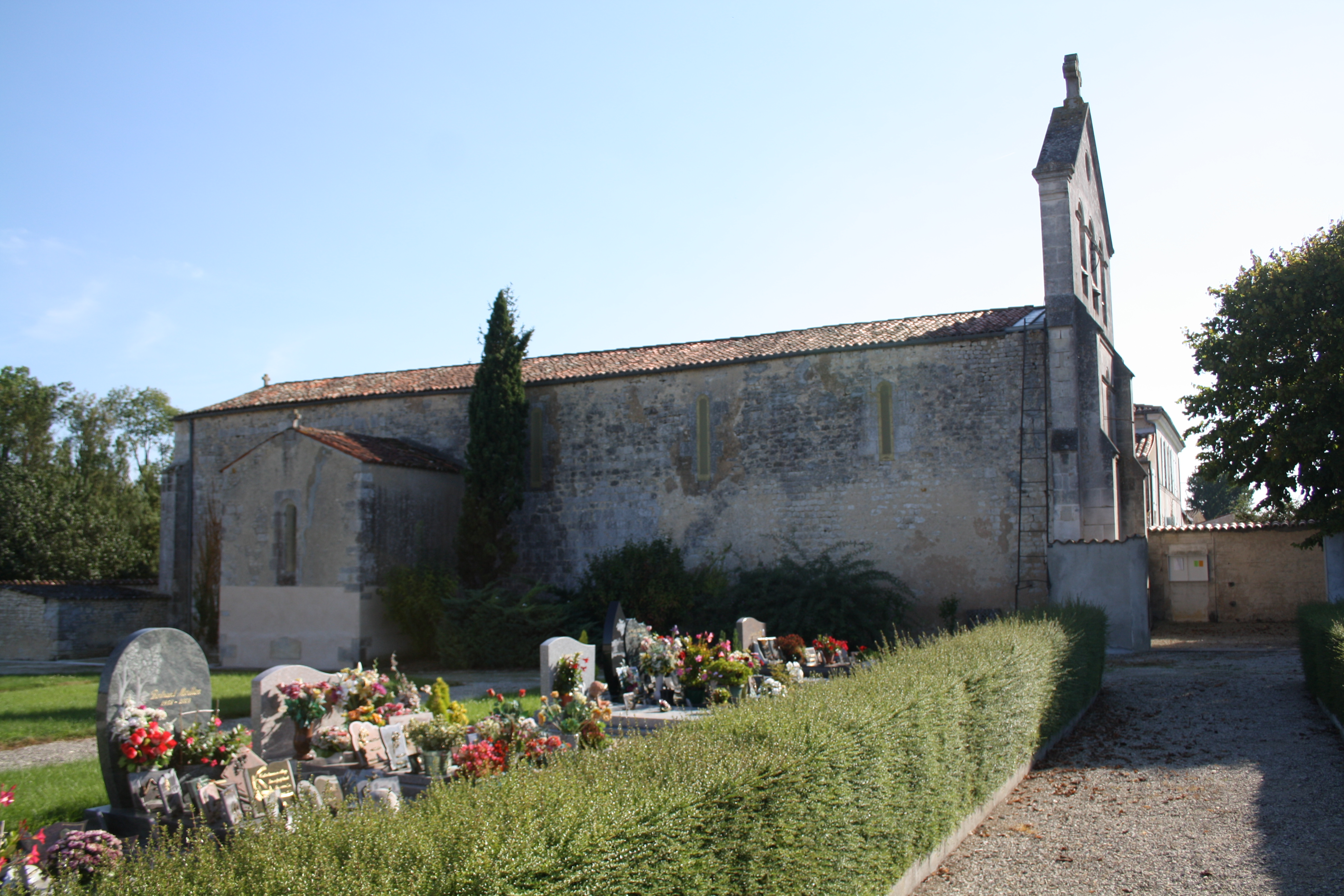
Kirche Saint-Nicolas